# Zhang Bo (Historiker)
Zhang Bo (chinesisch 張勃, Pinyin Zhāng Bó) war ein chinesischer Historiker. Er lebte zur Zeit der Drei Reiche unter der Wu-Dynastie und Westliche Jin-Dynastie.
Sein Vater war angeblich der Hofbeamte Zhang Yan (張儼,  Zhāng Yǎn, † 266), der Verfasser der Mo ji („private Aufzeichnungen“). Seine Tätigkeit als Chronist deutet an, dass er Zugang zu den kaiserlichen Archiven hatte, aber seine Laufbahn und Stellung ist unbekannt. Seine private Chronik Wu lu („Aufzeichnungen von Wu“) ist aus Briefen und Feldberichten komponiert und deckt die Ereignisse im Staat Wu bis zum Tod des Kaiserin Quan (den Zhang Bo auf das Jahr 301–302 datiert) ab.
Die Chronik ist nur fragmentarisch erhalten. Im frühen 5. Jahrhundert wurde sie von Pei Songzhi zur Überarbeitung der Chroniken der Drei Reiche herangezogen. Geschichtswerke aus der Tang-Dynastie geben den ursprünglichen Umfang mit 30 Kapiteln an.